# Club Atlético Colón
Pour les articles homonymes, voir Colon.
Maillots
Dernière mise à jour : 3 janvier 2024.
Le Club Atlético Colón de Santa Fe est un club de football argentin fondé en 1905. Ce club est le plus grand basé à Santa Fe. 

## Histoire
Le 5 mai 1905, un groupe de collégiens se réunit pour former un club consacré en majeure partie au football. Le club fut baptisé en honneur du découvreur de l'Amérique, Christophe Colomb.
Les couleurs rouge (droite) et noir (gauche) sont dues à une gargote qui se trouvait dans la zone où les joueurs qui fondèrent le club se réunissaient pour jouer au football. Initialement l'idée était le rouge à gauche et le noir à droite, ces instructions furent données à une usine pour qu'il les confectionne. Mais quand les maillots arrivèrent à Santa Fe, les joueurs signalèrent que les couleurs étaient inversées. Toutefois ils décidèrent de les laisser de cette manière. Peu de temps ensuite ils furent informés qu'un autre club de la ville utilisait les mêmes couleurs. Les deux équipes revendiquèrent les couleurs. Un match fut organisé. Colon le remporta.
En 1913, pour son premier tournoi, après avoir été affilié à la ligue de Santa Fe, le club fut sacré champion sans perdre un match, ce qu'il répète durant les années 1914, 1916, 1918, 1922, 1923, 1924, 1925, 1929, 1930, 1937, 1943, 1945, 1946, 1947.
La popularité du club s'accrut énormément. Il est loin le temps où une centaine de personnes se rassemblaient pour voir les rouge et noir jouer. Le 9 juillet 1946, on inaugura le stade, avec Boca Juniors comme hôte.
En 1948 il fut affilié à la Asociación del Fútbol Argentino, prenant part au tournoi de seconde division. Cette année eut lieu le premier derby contre l'autre équipe de la ville, le Club Atlético Unión et se solde par une victoire de Colon par 1 à 0. Le club resta invaincu de 1948 à 1952 (58 matchs). CA Colon accéda au championnat de Primera B en 1949, y resta 3 saisons, puis le club retourna dans les catacombes du championnat. Dans les années 1960, le club rentra dans la cour des grands. En 1964, pour fêter la promotion depuis la 2e division B, Colon reçut le Santos FC de Pelé de la grande époque et le vainquit par 2 à 1. Peu de temps après, il joua contre la sélection argentine qui fut également défaite. Dès lors, le stade Eva Perón (rebaptisé depuis Stade Brigadier Général Estanislao López) est surnommé par la presse de l'époque le Cimetière des Éléphants, repris par les supporters comme le Cimetière. Cette époque fut appelée le decretazo.
En 1965, Colon accéda à la 1ra B, puis sacré champion et montant en 1ra A, à laquelle il prit part jusqu'en 1981. Il monta à nouveau en 1995. Il fut sacré champion de clôture en 1997, disputa la Copa Conmebol en 1997 (demi-finale), la Copa Libertadores en 1998 et la Copa Sudamericana en 2003.

## Palmarès
- Copa de la Liga Profesional en 2021
- Vice-Champion d'Argentine : Clausura 1997
- Champion d'Argentine D2 : 1965
- Champion d'Argentine D1 : 2021

## Stade
Ce stade est aussi connu comme le Cimetière des Éléphants (nom accordé par Ángel José Gutiérrez, journaliste sportif du journal El Litoral), après les victoires obtenues par Colon face à de grandes équipes comme le Santos F.C. de Pelé, le Peñarol, le Millonarios de Bogota et d'autres. D'une capacité de 32 500 spectateurs, il fut inauguré le 9 juillet 1946 avec un match contre Boca Juniors, le stade étant alors, dans sa majorité, composé de tribunes en bois. Après des modifications successives, la dernière rénovation eut lieu en 2001. Deux années plus tard, le stade subit d'importants dégâts en raison de l'inondation qui affecta la ville de Santa Fe.

## Entraîneurs du club
- 1995-1997 :  Enzo Trossero
- 2001-2002 :  Jorge Fossati
- 2004 :  Pablo Morant (en)
- 2005 :  José del Solar
- 2006-2007 :  Julio César Falcioni
- 2007-2008 :  Leonardo Astrada
- 2008-2010 :  Antonio Mohamed
- 2010-2011 :  Fernando Gamboa
- 2011- :  Mario Sciaqua (es)

## Chiffres du club
- Saisons en 1re division : 29
- Meilleure place atteinte : 2e (saison de clôture 1997)
- Plus grande victoire obtenue : Colon 6-0 Banfield (1996)
- Plus grande défaite reçue : Huracán 9-0 Colón (1970)
- Meilleur buteur : Esteban Fuertes (128 buts)
- Plus grand nombre de matchs joués avec le club : Rubén Aráoz (288 matchs)